# Queso cotija
Le cotija ou queso cotija est un fromage mexicain. similaire par sa texture à la feta grecque, mais élaboré avec un lait de vache plutôt qu'avec un lait de brebis. C'est un des seuls fromages du Mexique qui a une odeur et un goût assez prononcé.